# Gerschon
Gerschon ist im Tanach der erstgeborene Sohn Levis und Stammvater der Gerschoniter.

## Etymologie
Die Etymologie des Personennamens גֵּרְשׁוֹן Geršôn, Nebenform גֵּרְשׁוֹם Gēršōm ist nicht eindeutig geklärt. Martin Noth vermutete eine Beziehung zu arabisch ǧaras „Schelle, Klingel“. Die von Hans Rechenmacher, Viktor Golinets und Annemarie Frank herausgegebene Datenbank Althebräische Personennamen leitet den Namen Geršôn dagegen von der Verbalwurzel g-r-š „vertreiben, verstoßen“ ab.
Vergleichbare Namen finden sich in anderen semitischen Onomastika: punisch יגרש JGRŠ (Zuordnung unsicher), ägyptisch-aramäisch גרשא GRŠ’ und nabatäisch גרשו GRŠW und אלגרשו ’LGRŠW. Der Samaritanische Pentateuch vokalisiert den Namen als Giršon. Die Septuaginta transkribiert ihn als Γηρσων Gērsōn, Γηρσαμ Gērsam, Γηρσωμ Gērsōm und Γεδσων Gedsōn, die Vulgata als Gersam und Gersom.

## Biblische Erzählung

### Gerschon
An mehreren Stellen wird Gerschon als erstgeborener Sohn Levis genannt (so z. B. Gen 46,11  und Ex 6,16 ). Seine Brüder heißen Kehat und Merari, seine Schwester Jochebed (Num 26,59 ). Die Söhne Gerschons sind nach Ex 6,17  Libni und Schimi. Gerschon ist nach Num 3,21  der Stammvater der Gerschoniter, von seinen Söhnen stammen die Libniter und die Schimiter ab.

### Gerschoniter
Die Gerschoniter sind neben den Kehatitern und Meraritern eine der drei levitischen Familien. Als Leviten haben die Gerschoniter Dienst am Offenbarungszelt zu verrichten. Nach Num 3,25-26  gehörte zu ihren Aufgaben: „Sorge für die Wohnstätte und das Zelt, für seine Decke und den Vorhang am Eingang des Offenbarungszeltes, für die Behänge des Vorhofs, für den Vorhang am Eingang des Vorhofs, der ringsum die Wohnstätte und den Altar umgibt, und für die Zeltstricke.“ Nach Num 3,22  beträgt die Anzahl der männlichen Gerschoniter 7500. Von den Weihegaben der Stammesführer zur Einweihung des Offenbarungszeltes erhalten die Gerschoniter nach Num 7,7  zur Erfüllung ihrer Aufgaben zwei Wagen und vier Rinder.
Im Land Kanaan erhalten die Leviten keinen eigenen Landbesitz. Stattdessen werden ihnen Städte zugewiesen, in denen sie wohnen können. Die Gerschoniter erhalten nach Jos 21,27–33  vier Städte vom Stamm Issachar (Kischjon, Daberat, Jarmut, En-Gannim), vier Städte vom Stamm Ascher (Mischal, Abdon, Helkat, Rehob), drei Städte vom Stamm Naftali (die Asylstadt Kedesch in Galiläa, Hammot-Dor, Kartan) und zwei Städte vom Stamm Manasse (die Asylstadt Golan im Baschan, Aschtarot).